# 田島哲康
田島 哲康（たじま てつやす、1966年10月24日– ）は、日本の実業家。株式会社サカイ引越センター代表取締役社長。サカイ引越センター創業者である田島憲一郎、田島治子の長男。

## 略歴
1966年大阪府出身
大阪府立東百舌鳥高等学校卒業
- 1991年3月 - 奈良産業大学経済学部卒業
- 1991年4月 - 株式会社サカイ引越センター入社
- 1993年6月 - 取締役
- 2000年10月 - 常務取締役
- 2001年6月 - 事業本部長
- 2001年8月 - 九州ブロック長
- 2008年6月 - 取締役副社長
- 2011年6月18日 - 代表取締役社長[1]